# Golbajar
Golbajar (en persa: گلبهار‎) es una ciudad planificada en el Distrito Central del Condado de Golbajar, provincia de Jorasán Razavi, Irán, que es la capital tanto del condado como del distrito. Golbajar, junto con Binalud, es una de las ciudades planificadas de la provincia y se encuentra a 35 kilómetros al noroeste de la metrópolis de Mashhad, cerca de Chenarán.
La nueva ciudad de Golbajar se construyó para albergar a la excesiva población de Mashhad. Esta ciudad se extiende al sur hasta la cordillera de Binalud y al norte hasta las montañas de Hezar Masjed y el río Kashafrud.

## Demografía

### Población
En el censo nacional de 2006, la población de Golbajar era de 6 889 habitantes en 1 773 hogares, cuando era la aldea del Proyecto de Desarrollo de la Nueva Ciudad de Golbajar, en el Distrito Rural de Golmakan, del antiguo distrito de Golbajar del Condado de Chenarán. El censo posterior, realizado en 2011, contabilizó 12 613 personas en 3 460 hogares.
El censo de 2016 registró una población de 36 877 personas en 10 854 hogares, para entonces, la aldea había alcanzado la categoría de ciudad. En 2019, el distrito se separó del condado con la creación del Condado de Golbajar. La ciudad y el distrito rural se transfirieron al nuevo distrito Central, con Golbajar como capital del condado.